# Wisques
Wisques è un comune francese di 250 abitanti situato nel dipartimento del Passo di Calais nella regione dell'Alta Francia.

## Storia

### Simboli
Lo stemma del comune di Wisques si blasona: 
Le insegne della famiglia De Pan de Wisques (di verde a tre teste di pavone d'oro) si trovano scolpite, unite a quelle della famiglia Le Febvre di La Halle, su uno dei muri del castello locale costruito all'inizio dell'XVI secolo da Nicolas de Sainte-Aldegonde. Il Comune, per comporre il proprio stemma, ha girato le teste dei pavoni.

## Società

### Evoluzione demografica
Abitanti censiti